# Igor Guzenko
Igor Sergejevič Guzenko (Rahačov, Bjelorusija; 13. siječnja 1919. – Clarkson, Kanada; 28. lipnja 1982.), kriptograf u Sovjetskom veleposlanstvu u Kanadi. Guzenko je zapamćen po aferi u kojoj je on pobjegao u Kanadu sa 109 dokumenata koji su sadržavali podatke o sovjetskoj špijunaži na Zapadu.
Dokumenti koje je Guzenko uzeo tijekom bijega otkrili su Staljinove namjere za krađu nuklearnih projektila i planove za slanje agenata u SAD. Afera Guzenko se danas smatra jednim od događaja koji su započeli hladni rat.

## Životopis
Guzenko je rođen 1919. u Rahačovu u Bjelorusiji. Tijekom Drugog svjetskog rata služio je kao kriptografski službenik. Godine 1943. je premješten u Ottawu, gdje je obavljao isti posao, i tu je ostao do 1945., radeći u Sovjetskom veleposlanstvu. Ovaj posao dao mu je pristup mnogim dokumentima koji potvrđuju sovjetsku špijunažu.
Kada je 1945. saznao da će se morati vratiti u SSSR, Guzenko je odlučio pobjeći. Dana 5. rujna 1945. Guzenko je završio radni dan i izašao iz veleposlanstva s aktovkom u kojoj su se nalazili dokumenti koji potvrđuju sovjetsku špijunažu. Prvo je otišao na policiju, no kada je tamo odbijen odišao je u lokalne novine, pa čak i u Ministarstvo pravosuđa, no nije se uspio riješiti dokumenata. Shvativši da je u velikoj opasnosti, Guzenko se vratio u svoj stan i preselio svoju obitelj, ali i sebe kod susjeda u stanu nasuprot svog. Te noći, Guzenko je posvjedočio kako sovjetski agenti silom ulaze u njegov stan tražeći njega i dokumente. 
Stan je napustio tek sljedeće jutro i to uz pratnju kanadske policije. Nakon određenog vremena poslan je u Kamp X, koji je služio kao kamp za savezničke špijune tijekom II. svjetskog rata, gdje su ga ispitali agenti britanske službe MI5 i američkog FBI-a. William Lyon Mackenzie King, tadašnji kanadski premijer, nije bio zadovljan ovakvim razvojem događaja. King je navodno sve to želio riješiti na miran način, želeći izbjeći mogući diplomatski sukob sa SSSR-om, koji je još uvijek bio ratni saveznik. Dokumenti dokazuju kako se King nije želio miješati čak i kad su mu njegov dotajnik za vanjske poslove Norman Robertson i savjetnik Humphrey Hume Wrong rekli kako su Guzenko i njegova supruga Svetlana došli kod ministra pravosuđa Louisa St. Laurenta s dokumentima koji razotkrivaju sovjetsku špijunažu na području Kanade. King nije želio popustiti ni kad mu je Robertson rekao kako će se Guzenko ubiti, te je rekao kako njegova vlada neće intervenirati čak ni ako po Guzenka dođu sovjetski agenti. No, na Guzenkovu sreću, Robertson nije poslušao Kinga, te je Guzenku i njegovoj obitelji dao azil.
Dokumenti koje je Guzenko predao kanadskoj vladi rezultirali su uhićenjem 39 osoba (od kojih je 18 osuđeno). Najznačajnije osude su one Freda Rosea i Sama Carra, značajnih kanadskih komunista. Ova afera također je rezultirala raskrinkavanjem mnogih sovjetskih špijuna po drugim zemljama NATO pakta kao što su Sjedinjene Američke Države i Ujedinjeno Kraljevstvo. Sam Guzenko je svojim svjedočenjem pomogao u osuđivanju Klausa Fuchsa, njemačkog liječnika koji je emigrirao u Britaniju i kasnije ukrao planove o britanskoj atomskoj bombi i dao ih SSSR-u. 
Dobivanjem azila, Guzenko i njegova žena su dobili tajni identitet. O njihovom životu se ne zna previše, ali je otkriveno da su živjeli u Clarksonu, blizu Toronta, te da su imali osmero djece. Iako se sam Guzenko nije previše pokazivao u javnosti, izdao je dvije knjige, te se nekoliko puta pojavio na televiziji, no uvijek je nosio masku preko lica kako ne bi bio prepoznat. 
Guzenko je umro 28. lipnja 1982. od posljedica srčanog udara, a kad je pokopan, grob mu nije označen. Svetlana je umrla 2001. i pokopana je pokraj svog supruga, a njihov zajednički grob označen je tek 2002. godine.